# 吳道安
吳道安（1898年3月24日—1972年5月23日），名德遠、字道安（稻盦）、號佩韋。貴州省鎮遠縣人。民國37年（1948年）在貴州省第一選區當選第一屆立法委員。

## 生平
- 鎮遠兩等小學、貴州模範中學
- 北京大學畢業
- 國民革命軍第十五軍政治部少校秘書
- 國立無錫中學教員
- 中國國民黨黨務指導員
- 貴州省政府秘書長
- 貴陽女中、貴陽二中、貴陽男師、貴陽女師教員
- 大夏大學文學系教授
- 貴陽師範學院教員
- 貴州省參議員
- 貴州省參議會副議長
- 民國37年，當選立法委員，曾出席第一屆立法院第一會期內政及地方自治委員會、國防委員會、交通委員會，民國55年時中華民國政府誤認他遭中國共產黨殺害而註銷他的立法委員名籍[3]
- 貴陽市各界人民代表會議協商委員會副秘書長、秘書長
- 貴陽市政協副主席、貴陽市人民政府委員、貴陽市人民監察委員會副主任、貴陽市一、二屆人民代表大會代表
- 1972年5月23日，因病在貴陽逝世